# 章太炎旧居

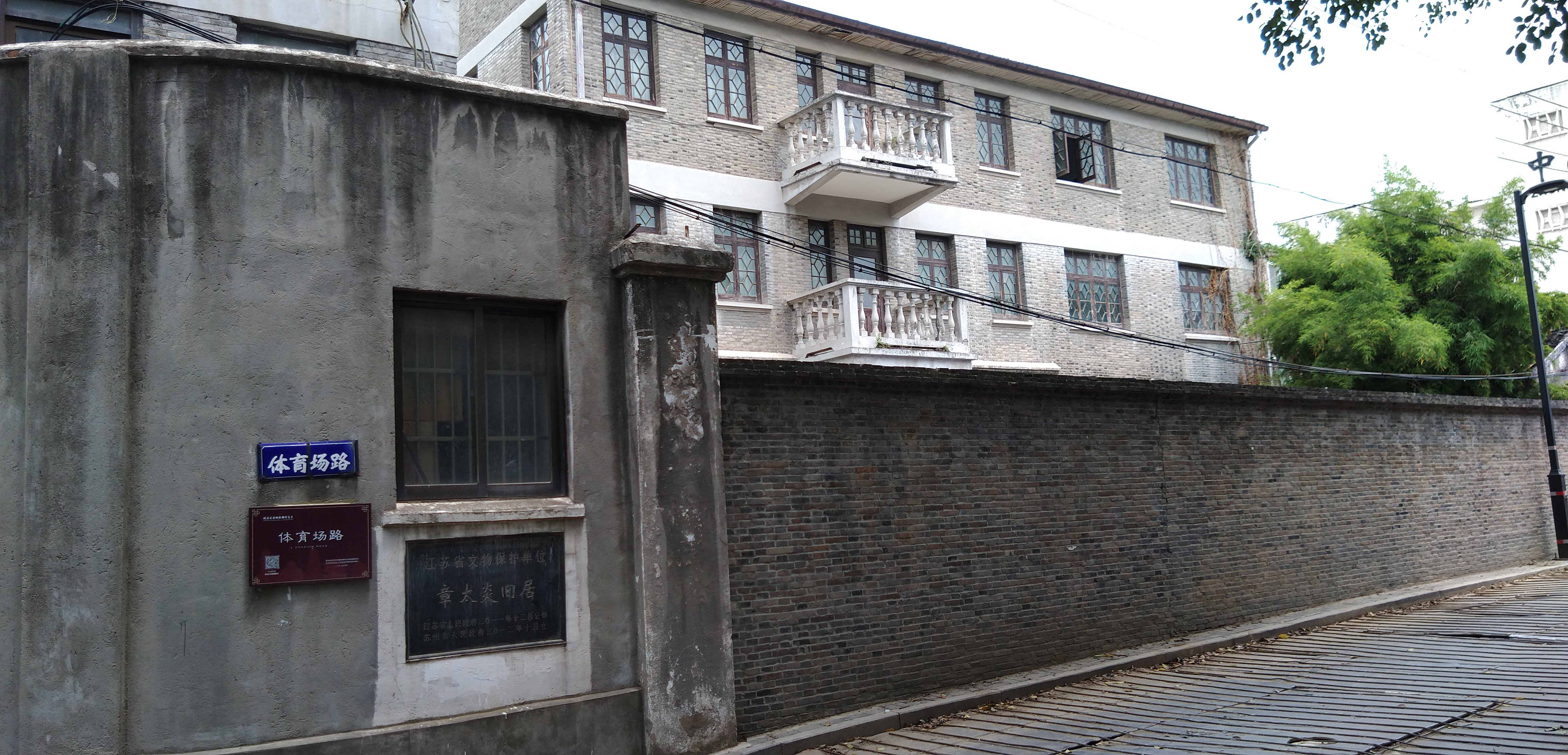

章太炎旧居（也称章园）位于江苏省苏州市姑苏区锦帆路38号、体育场路17号，建于民国。2011年被列为江苏省文物保护单位。
章太炎（1869年－1936年），浙江余杭人，清末民初革命家、思想家、国学大师。1901年曾在苏州东吴大学任教，后逃亡日本。1932年自上海来苏州开始讲学，1933年成立“国学会”，并于1934年购入此宅，定居苏州，至1936年病故均居住于此。
故居占地约2400平方米，有西式洋楼两座，内有小园，种植有花草树木。章太炎去世后设立衣冠冢，碑上有张大千绘制章太炎像。章太炎曾开办的国学讲习会，故居内留有讲习会遗址。:735/1030
现故居由苏州市侨办及苏州海外交流协会使用。